# Дерево для башмаков
«Дерево для башмаков» (итал. L'albero degli zoccoli) — итальянская драма, снятая Эрманно Ольми в 1978 году.

## Сюжет
Фильм рассказывает историю нескольких крестьянских семей в Ломбардии в конце XIX века. Их жизнь не слишком богата событиями, по большому счёту трудна и трагична, но и в ней есть свои маленькие радости. Истории семей, живущих под одной крышей, переплетаются между собой на фоне тяжёлых крестьянских будней.
Мать шестерых детей, вдова Рунк, потеряла мужа и оказалась в крайне трудном положении. Она подрабатывает прачкой, а её пятнадцатилетний сын нанимается в помощники к мельнику. Её положение настолько тяжело, что священник предлагает отдать младших детей в монастырь, но старший сын отвергает это предложение. Внезапная болезнь коровы может разрушить всю решимость сына и всё таки вынудить принять предложение священника, но корова чудесным образом выздоравливает.
Здесь есть и полукомический персонаж — жуликоватый крестьянин. Он постоянно ссорится со своим сыном. Обманывает помещика, подкладывая камни в телегу с зерном. На ярмарке он находит золотой и прячет его в копыто своей лошади. И когда монета пропадает, обвиняет лошадь в воровстве.
Целомудренная любовь крестьянского юноши к крестьянской девушке, работающей на фабрике, заканчивается самым ярким эпизодом фильма, свадьбой и поездкой молодожёнов в Милан к тётушке. Тётушка — монахиня, работающая в приюте, предлагает молодожёнам усыновить подкидыша, сына богатых родителей, за него полагается хорошее пособие. Они соглашаются.
Центральный персонаж фильма крестьянин Батисти, талантливый рассказчик, скрашивающий вечера рассказами соседям страшных историй. Он любящий отец и муж. Когда его жена ждёт третьего ребёнка, он готов отдать последние деньги, чтобы пригласить акушера. Но жена справляется при помощи соседок. Священник рекомендует отдать сына Батисти, Минека, в школу. Отец нехотя соглашается. Однажды, возвращаясь из школы, Минек ломает башмак. Батисти, чтобы починить башмак, тайком срубает хозяйское дерево. Об этом узнаёт управляющий, и помещик изгоняет Батисти из дома. Собрав весь свой нехитрый скарб, семья Батисти отправляется в неизвестность.

## В ролях
| Актёр             | Роль             |
| ----------------- | ---------------- |
| Луиджи Орнаги     | Батисти          |
| Франческа Мориги  | жена Батисти     |
| Омар Бриньоли     | Минек            |
| Антонио Феррари   | Тонино           |
| Тереза Брешьянини | вдова Рунк       |
| Джузеппе Бриньоли | дедушка Ансельмо |
| Карло Рота        | Пеппино          |
| Паскуалина Бролис | Терезина         |

## История создания
Идея фильма пришла в голову Ольми за двадцать лет до начала съёмок. Она основывалась на истории, которую ему рассказал дедушка. Съёмкам предшествовал долгий подготовительный период. Ольми прожил несколько месяцев в деревне и общался с множеством крестьян, многие из которых стали актёрами в его фильме.
Ольми приступил к съёмкам без чёткого сценария. Диалоги и поступки были во многом актёрской импровизацией. Звук записывался непосредственно на съёмочной площадке, что было редкостью для итальянского кино того времени. Режиссёр настаивал на использовании исключительно бергамского диалекта, хотя впоследствии, из маркетинговых соображений ему пришлось выпустить итальянскую версию.

## Критика
Фильм «Дерево для башмаков» вышел в одно время с фильмом Бертолуччи «1900» со схожей тематикой. Но фильм Ольми обратил на себя большее внимание и вызвал большое количество восторженных отзывов. Получив на Каннском фестивале Золотую пальмовую ветвь, он был провозглашён шедевром. С другой стороны, ряд критиков обвиняли Ольми в эгоцентричном и близоруком видении истории, основанном на ностальгии, отрицающем исторические и социальные проблемы, находящем убежище в суровом католицизме.
Наибольшее количество споров вызвал эпизод с чудесным исцелением коровы. У матери-одиночки, существующей на грани выживания, заболевает корова, усложняя и без того тяжёлое положение женщины. Ветеринар предрекает скорую смерть коровы. Но молитвы и святая вода поднимают корову на ноги.
Но, вне зависимости от идейных убеждений, все отмечали визуальное совершенство картины.

## Награды
Картина завоевала «Золотую пальмовую ветвь» и Приз экуменического жюри Каннского кинофестиваля (1978), премию «Давид ди Донателло» (1979), премию «Сезар» (1979) и ряд других наград.